# Samsung SGH-i600
 (octobre 2024).
Le Samsung SGH-i600 est un téléphone mobile sorti en 2007 fonctionnant avec l'OS de Windows Mobile.